# Lista localităților din Germania - U
| Localitățile din Germania - ghid alfabetic A \| B \| C \| D \| E \| F \| G \| H \| I \| J \| K \| L \| M \| N \| O \| P \| Q \| R \| S \| T \| U \| V \| W \| X-Y \| Z Lista parțială a localităților din Germania - Ultima actualizare: 17.8.2007 |

Übach-Palenberg |
Übereisenbach |
Überlingen |
Übersee |
Ubstadt-Weiher |
Uchtdorf |
Uchte |
Üchtelhausen |
Uchtspringe |
Uckerfelde |
Ückeritz |
Uckerland |
Udenheim |
Uder |
Üdersdorf |
Udestedt |
Udler |
Uebigau-Wahrenbrück |
Ueckermünde |
Uedem |
Uehlfeld |
Uehrde |
Uelitz |
Uelsby |
Uelsen |
Uelversheim |
Uelvesbüll |
Uelzen |
Uenglingen |
Uersfeld |
Ueß |
Uetersen |
Uettingen |
Uetz |
Uetze |
Uffenheim |
Uffing a.Staffelsee |
Uftrungen |
Uhingen |
Uhldingen-Mühlhofen |
Uhler |
Ühlingen-Birkendorf |
Uhlstädt-Kirchhasel |
Uhrsleben |
Uhyst |
Uichteritz |
Ulm (oraș) |
Ulmen |
Ulmet |
Ulrichstein |
Ulsnis |
Ulzigerode |
Umkirch |
Ummanz |
Ummendorf |
Ummendorf |
Ummern |
Ummerstadt |
Umpferstedt |
Undeloh |
Undenheim |
Ungerhausen |
Unkel |
Unkenbach |
Unlingen |
Unna |
Unnau |
Unseburg |
Unsleben |
Unstruttal |
Unterammergau |
Unterbodnitz |
Unterbreizbach |
Unterdießen |
Unterdietfurt |
Unteregg |
Untereisesheim |
Unterensingen |
Unterföhring |
Untergriesbach |
Untergruppenbach |
Unterhaching |
Unterjeckenbach |
Unterkaka |
Unterkatz |
Unterkirnach |
Unterleinleiter |
Unterlüß |
Untermarchtal |
Untermaßfeld |
Untermeitingen |
Untermerzbach |
Untermünkheim |
Unterneukirchen |
Unterpleichfeld |
Unterreichenbach |
Unterreit |
Unterroth |
Unterschleißheim |
Unterschneidheim |
Unterschönau |
Unterschwaningen |
Untershausen |
Untersiemau |
Unterspreewald |
Unterstadion |
Untersteinach |
Unterthingau |
Unterwachingen |
Unterwaldhausen |
Unterweid |
Unterweißbach |
Unterwellenborn |
Unterwössen |
Untrasried |
Unzenberg |
Upahl |
Upgant-Schott |
Uphusum |
Uplengen |
Uppershausen |
Urbach |
Urbach |
Urbach |
Urbar |
Urbar |
Urleben |
Urmersbach |
Urmitz |
Urnshausen |
Ursberg |
Urschmitt |
Ursensollen |
Urspringen |
Ürzig |
Usch |
Usedom |
Userin |
Usingen |
Uslar |
Ustersbach |
Utarp |
Utecht |
Utenbach |
Utendorf |
Utersum |
Uthausen |
Uthleben |
Uthlede |
Utscheid |
Uttenreuth |
Uttenweiler |
Üttfeld |
Utting a.Ammersee |
Utzberg |
Utzedel |
Utzenfeld |
Utzenhain |
Utzerath |
Üxheim |